# Provenierswijk
De Provenierswijk is een wijk in het noorden van Rotterdam en maakt deel uit van het stadsdeel Rotterdam-Noord. In de wijk wonen 4500 mensen.
De Provenierswijk dankt haar naam aan het Proveniershuis, dat aan de Schiekade stond en in 1898 werd gesloopt. Dit huis was begonnen als leprozenhuis in de 15e eeuw.
De wijk wordt begrensd door de Walenburgerweg (de noordgrens met de wijk Blijdorp), de Schiekade (de oostgrens met de wijk Agniesebuurt) en in het zuiden door de spoorweg door Rotterdam.

## De aanleg van de wijk
De Provenierswijk was, samen met andere wijken, bedoeld om de overvolle binnenstad van Rotterdam te ontlasten. Deze binnenstad was al krap bemeten omdat tot ongeveer 1850 was geprobeerd Rotterdam binnen de oorspronkelijke stadsgrenzen te houden. Door de enorme groei van de haven vanaf 1870 namen, mede door de aanleg van de Nieuwe Waterweg, de handel en industrie een hoge vlucht, waardoor veel mensen van buitenaf werden aangetrokken. Hierdoor moesten nieuwe wijken buiten deze stadsgrenzen worden aangelegd.
Zoals gebruikelijk was in die tijd, werd er onderscheid gemaakt tussen het westelijke 'middenklassegedeelte' en het oostelijke 'arbeidersgedeelte'. De Spoorsingel vormde hierbij de scheiding.

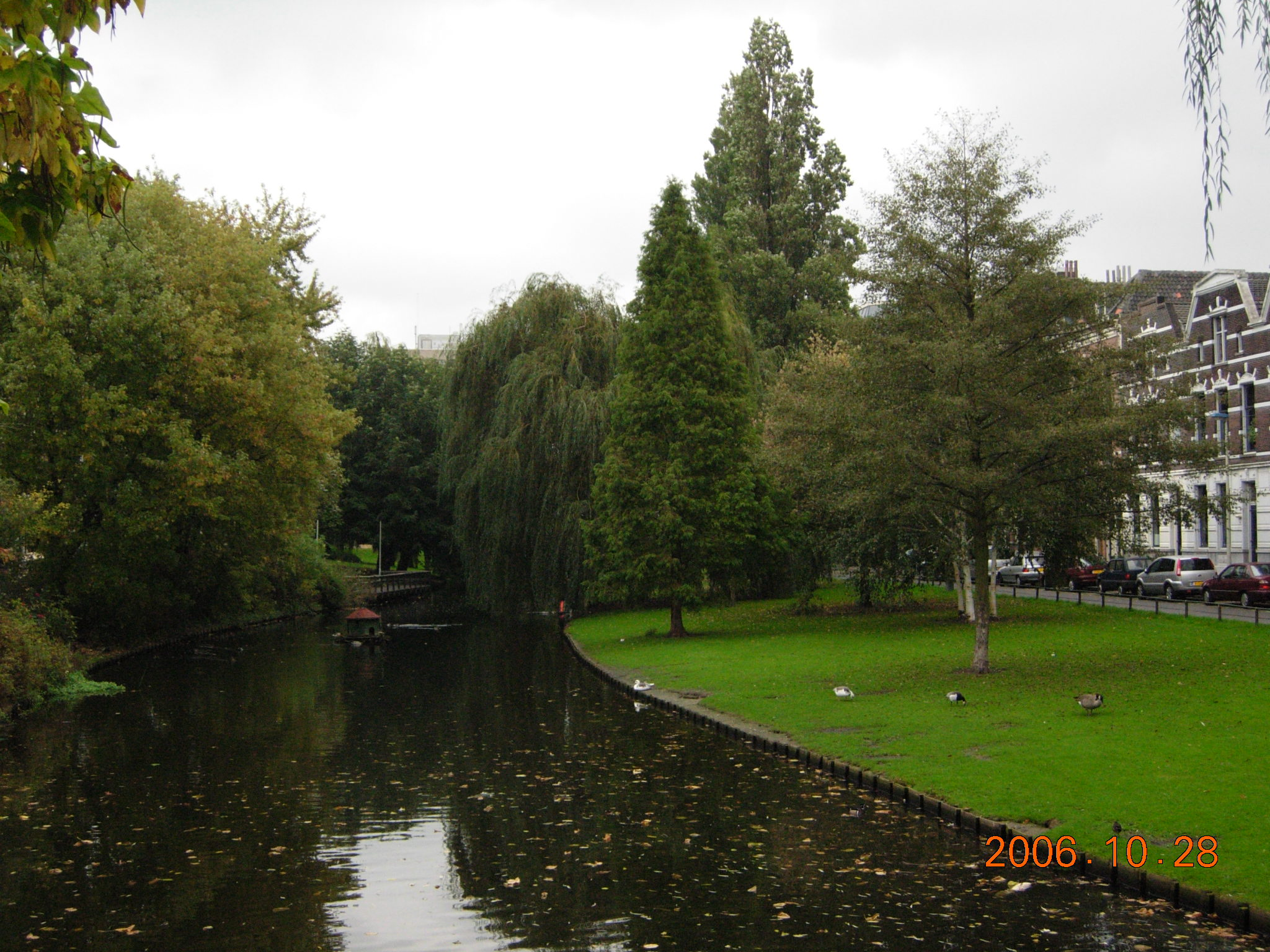
Provenierssingel in de Provenierswijk

Agniesebuurt ·
Bergpolder ·
Blijdorp · 
Blijdorpse polder ·
Liskwartier ·
Oude Noorden ·
Provenierswijk
Rotterdam Centrum ·
Rotterdam-Noord ·
Rotterdam-Oost ·
Rotterdam-West ·
Rotterdam-Zuid ·
110-Morgen ·
Afrikaanderwijk ·
Agniesebuurt ·
Bergpolder ·
Beverwaard ·
Blijdorp ·
Blijdorpse polder ·
Bloemhof ·
Boomgaardshoek ·
Bospolder-Tussendijken ·
CS-kwartier ·
Carnisserbuurt ·
Cool ·
Crooswijk ·
De Esch ·
De Veranda ·
Delfshaven ·
Delfshaven-Schiemond ·
Dijkzigt ·
Feijenoord ·
Gadering ·
Groenenhagen-Tuinenhoven ·
Groot-IJsselmonde ·
Heijplaat ·
Het Lage Land ·
Hillegersberg ·
Hillesluis ·
Homerusbuurt ·
Hordijkerveld ·
Kandelaar ·
Karl Marxbuurt ·
Katendrecht ·
Kiefhoek ·
Kleinpolder ·
Kleiwegkwartier ·
Kop van Zuid ·
Kralingen ·
Kralingse Veer ·
Kreekhuizen ·
Landzicht ·
Liskwartier ·
Lloydkwartier ·
Lombardijen ·
Meeuwenplaat ·
Middelland ·
Middengebied ·
Millinxbuurt ·
Molenlaankwartier ·
Molièrebuurt ·
Nesselande ·
Nieuw Engeland ·
Nieuw-Mathenesse ·
Nieuwe Westen ·
Nooddorp ·
Noordereiland ·
Ommoord ·
Oosterflank ·
Oud-Charlois ·
Oud-IJsselmonde ·
Oud-Mathenesse ·
Oude Noorden ·
Oude Westen ·
Oudeland ·
Overschie ·
Pendrecht ·
Prinsenland ·
Provenierswijk ·
Reyeroord ·
Rubroek ·
Sagenbuurt ·
Scheepvaartkwartier ·
Schiebroek ·
Schiemond ·
's-Gravenland ·
Smeetsland ·
Spaanse Polder ·
Spangen ·
Sportdorp ·
Stadsdriehoek ·
Struisenburg ·
Tarwewijk ·
Terbregge ·
Tussenwater ·
Varenbuurt ·
Vondelingenplaat ·
Vreewijk ·
Waalhaven ·
Westpunt ·
Wielewaal ·
Witte Dorp ·
Zalmplaat ·
Zenobuurt ·
Zestienhoven ·
Zevenkamp ·
Zomerland ·
Zuidwijk